# Инкапсуляция клеток
Инкапсуляция, или инкапсулирование (также микроинкапсуляция / микроинкапсулирование) клеток — технология, заключающаяся в иммобилизации жизнеспособных клеток в полимерной полупроницаемой мембране или матриксе, которые позволяют двунаправленную диффузию молекул кислорода, питательных веществ, факторов роста и других, необходимых для клеточного метаболизма, и внешнюю диффузию продуктов жизнедеятельности и терапевтических белков, в то же время предотвращая их контакт с иммунными клетками и крупными белками, способный инициировать иммунный ответ и уничтожение этих клеток.
Главная цель разработок в области инкапсулирования клеток — преодолеть отторжение трансплантата в тканевой инженерии и, тем самым, уменьшить необходимость долгосрочного использования иммунодепрессантов после трансплантации органов и тканей.

## История
Первые успешные опыты в направлении инкапсуляции клеток в полимерные мембраны были опубликованы в 1934 году Винченцо Бишелье. Он продемонстрировал, что опухолевые клетки в полимерной структуре, пересаженные в брюшную полость свиньи, остаются жизнеспособными в течение длительного периода без отторжения их иммунной системой.
Тридцать лет спустя, в 1964 году, Томас Чанг предложил идею инкапсулировать клетки в ультратонкие мембраны, он же ввёл термин «искусственные клетки», чтобы определить понятие биоинкапсуляции. Он предположил, что эти капсулы, полученные капельным методом, не только защитят скрытые клетки от иммунного отторжения, но также обеспечат высокое соотношение поверхности к объёму, что увеличит доставку кислорода и питательных веществ. Двадцатью годами позже этот подход был успешно введён в практику на небольших модельных животных, когда были разработаны микрокапсулы из альгинат-полилизин-альгината (АПА) для трансплантированных диабетическим крысам островковых клеток. Исследование показало, что клетки оставались жизнеспособными и контролировали уровень глюкозы в течение нескольких недель. В 1998 году начали проводить испытания на людях: инкапсулированные клетки, вырабатывающие  цитохром P450, были успешно использованы в неоперабельном раке поджелудочной железы. Продление жизни больных было примерно в два раза больше ранее известных аналогичных случаев.

## Инкапсуляция в тканевой инженерии и регенеративной медицине
Инкапсулированные клетки предоставляют исследователям и врачам ряд дополнительных возможностей. Во-первых, такие клетки могут длительно высвобождать лекарственные препараты в месте их имплантации. Такие методы доставки лекарственных веществ более точны и экономичны по сравнению с традиционными. Во-вторых, появляется возможность использовать животные и генно-модифицированные клетки в случае нехватки донорских. В-третьих, искусственные клетки могут быть введены разным пациентам вне зависимости от их лейкоцитарного антигена, что снижает затраты на лечение.

## Ключевые параметры технологии
Потенциал использования микрокапсулированных клеток в успешных клинических испытаниях может быть реализован, если соблюдаются возникшие в процессе разработки требования, такие как использование соответствующего биосовместимого полимера, образующего механически и химически стабильную полупроницаемую мембрану; производство микрокапсул одинакового размера; использование соответствующих иммунносовместимых поликатионов; выбор подходящего типа клеток.

#### Биоматериалы
Использование лучшего биоматериала в зависимости от применения имеет решающее значение в развитии систем доставки лекарств и тканевой инженерии. Альгинат очень широко используется в связи с его доступностью и низкой стоимостью, но были также использованы и другие материалы, такие как целлюлоза, сульфат коллагена, хитозан, желатин и агароза.

#### Альгинат
Несколько групп подробно изучили несколько естественных и синтетических полимеров с целью развития самого подходящего биоматериала для клеток микрокапсулирования. Природные полимеры альгинаты считаются наиболее подходящим материалами для микрокапсулирования  из-за их доступности, отличной биосовместимости и способности к легкому биоразложению.
Альгинат не лишён недостатков. Некоторые исследователи полагают, что альгинат с высоким содержанием маннуроновой кислоты может вызвать воспалительную реакцию и аномальный рост клеток. Другие показали, что альгинат с высоким содержанием глюкуроновой кислоты приводит к еще более активному клеточному росту и воспалительной реакции в естественных условиях. Даже сверхчистые альгинаты могут содержать эндотоксины и полифенолы, которые могут поставить под угрозу биосовместимость полученных инкапсулированных клеток. Очистка альгинатов снижает содержание эндотоксинов и полифенолов, но изменяет свойства биоматериала.

#### Модификация и функционализация альгината
Исследователи также смогли разработать микрокапсулы с измененной формой альгината с повышенной биосовместимостью и высокой устойчивостью к осмотическому набуханию. Другой подход к увеличению биологической совместимости мембраны биоматериала заключается в модификации поверхности капсулы с использованием молекул пептидов и белков, которые, в свою очередь, контролируют пролиферацию и скорость дифференциации инкапсулированных клеток. Одна группа, которая активно работает над сцеплением аминокислотной последовательности Arg-Gly-Asp (RGD) к альгинатным гидрогелям, показала, что поведение клеток можно контролировать с помощью RGD плотности в сочетании с альгинатным гелем. Альгинатные микрочастицы нагруженные миобластами клетки и функционализированные RGD позволили контролировать рост и дифференциацию загруженных клеток. Другим важным фактором, который контролирует использование клеточных микрокапсул в клинической практике, является разработка подходящего иммунносовместимого поликатиона, чтобы покрыть, в противном случае, высокопористые гранулы альгината и, следовательно, придать устойчивость и иммунную защиту системе. Поли-L-лизин является наиболее широко используемым поликатионом, но его низкая биосовместимость ограничивает успешное клиническое использование этих поли-L-лизин сформулированных микрокапсул, которые привлекают воспалительные клетки, тем самым вызывая некроз загруженных клеток. Исследования также показали, что микрокапсулы альгинат-П-L-Л-альгинат (AПA) показали низкую механическую стабильность и короткий срок службы. Таким образом, несколько исследовательских групп искали альтернативы П-L-Л и продемонстрировали многообещающие результаты с поли-L-орнитином и поли (метилен гидрохлорида-со-гуанидином) по изготовлению прочных микрокапсул с высокой и контролируемой механической прочностью для инкапсуляции клеток.
Несколько групп исследовали также использование хитозана, который является природным происхождением поликатиона, в качестве потенциальной замены для П-L-Л в изготовлении альгинатных-хитозан (A Х) микрокапсулы для программ доставки клеток. Тем не менее исследования также показали, что стабильность альгината-хитозан мембраны снова ограниченна, и одна группа показала, что модификация микрокапсул альгинатных-хитозан с генипином (в природе это иридоидный гликозид из гардении фруктов), сформировав генипин поперечно сшив микрокапсулы альгината — хитозан (ГАХ), позволяет повысить стабильность клеточных загруженных микрокапсул.

#### Желатин
Желатин получают денатурацией коллагена. Обладая многими из требуемых свойств, таких как способность к биоразложению, биосовместимость, неиммуногенность в физиологических условиях и легкая обрабатываемость, этот полимер является хорошим выбором для тканевой инженерии. Используется в тканевой инженерии кожи, костей и хрящей.

#### Хитозан
Хитозан представляет собой полисахарид, состоящий из случайно распределенных мономерных единиц D-глюкозамина и N-ацетил-D-глюкозамина, соединённых β-(1-4)-связями. Получается из N-деацетилированием и частичным гидролизом хитина, активно исследуется для задач систем лекарственной доставки (включая таргетную терапию), заполнения пространства имплантатов, покровных и перевязочных средств. Недостатком этого полимера является его слабые механические свойства, однако он удачно используется для инкапсуляции клеток в сочетании с другими полимерами, в частности, коллагеном.

#### Агароза
Агароза представляет собой полисахарид, полученный из морских водорослей, используемых для наноинкапсуляции клеток и клеток агарозной суспензии, которые могут быть изменены, чтобы сформировать микрогранулы путём снижения температуры во время приготовления. Тем не менее, одним из недостатков микрогранул, полученных таким образом, является возможность клеточного доступа через полимерную матричную стенку после формирования капсул.

#### Сульфат целлюлозы
Сульфат целлюлозы получается из хлопка и, после обработки должным образом, может быть использован в качестве биосовместимой базы, в которой происходит иммобилизация клеток. Когда суспензию клеток в полианионном растворе сульфата целлюлозы добавляют к раствору другого, поликатионного полимера (например, pDADMAC), в результате гелеобразования между двумя поли-ионами вокруг взвешенных клеток формируется полупроницаемая мембрана. Как клетки млекопитающих, так и бактерии в таких условиях остаются жизнеспособными и продолжают репликацию внутри капсулы мембраны. Таким образом, в отличие от некоторых других материалов инкапсуляции, этот подход может быть использован для роста клеток, их действия в качестве мини-биореактора. Биосовместимый характер материала был продемонстрирован в ходе исследований с использованием клеточных заполненных капсул для имплантации, а также капсулы изолированного материала[что?]. Капсулы из сульфата целлюлозы успешно прошли доклинические и клинические испытания, как на животных, так и на людях, в первую очередь, для терапии опухолей, но их продолжают изучать для возможности применения в других целях.

### Биологическая совместимость
Использование идеального высококачественного биоматериала с присущими свойствами биосовместимости является наиболее важным фактором, который определяет долгосрочную эффективность этой технологии. Идеальный биоматериал для инкапсуляции клеток должен быть тот, который полностью биосовместим и не вызывает иммунную реакцию у хозяина, и не мешает клеточному гомеостазу, такой чтобы обеспечить высокую жизнеспособность клеток. Тем не менее, одним из основных ограничений была неспособность воспроизводить различные биоматериалы и требования для получения лучшего понимания химии и биофункциональности биоматериалов и системы микрокапсул. Несколько исследований показали, что модификация поверхности этих клеток, содержащих микрочастицы, позволяет контролировать рост и клеточную дифференцировку инкапсулированных клеток.
Одно исследование предложило использовать дзета-потенциал, который измеряет электрический заряд микрокапсулы в качестве средства для прогнозирования межфазного взаимодействия между микрокапсулой и окружающей тканью и, в свою очередь биосовместимость системы доставки.